# Canárias

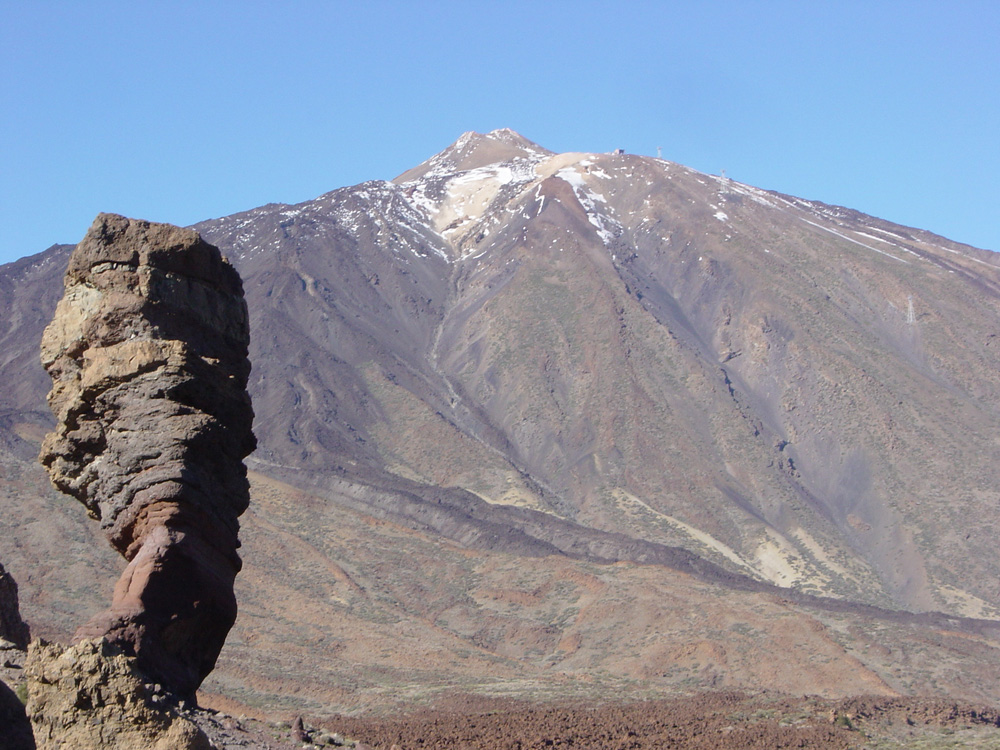
Teide, Tenerife.

As Ilhas Canárias (em castelhano:  Canarias) são um arquipélago espanhol no Oceano Atlântico, a oeste da costa de Marrocos. Constituem uma Região Autónoma do Reino da Espanha. É também uma das oito regiões com uma consideração especial da Nacionalidade histórica reconhecidas como tal pelo Governo espanhol. A área é de 7 447 km², sendo assim a décima-terceira comunidade espanhola em área, a população em 2003 era de 1 843 755 e, em 2005, já quase 2 000 000. A densidade demográfica é de 247,58 hab/km².
As ilhas Canárias são o território mais próximo do arquipélago português da Madeira, com esta compartilhando a região da Macaronésia, junto com os arquipélagos dos Açores e de Cabo Verde. O arquipélago das Ilhas Canárias é o maior e mais populoso da região da Macaronésia. As suas capitais são Santa Cruz de Tenerife e Las Palmas de Gran Canaria. O arquipélago tem mais de dois milhões de habitantes. Tenerife é a ilha mais habitada (917 841), seguida de Gran Canaria (851 231). Novos fluxos de lava do vulcão Cumbre Vieja voltaram a causar destruição, nas Ilhas Canárias, a lava já chegou ao Oceano Atlântico.

## O arquipélago das Canárias
O arquipélago das Canárias é constituído por sete ilhas principais, divididas em duas províncias e várias pequenas ilhas e ilhéus costeiros:
- Província de Santa Cruz de Tenerife:
  - Tenerife;
  - La Palma;
  - La Gomera;
  - El Hierro.
- Província de Las Palmas:
  - Gran Canária;
  - Fuerteventura;
  - Lançarote;
  - Graciosa;
  - Arquipélago Chinijo:
    - Alegranza;

  - Ilha de Lobos;
    - Montaña Clara;
    - Roque del Oeste;
    - Roque del Este.

Há ainda um conjunto de pequenos ilhéus costeiros, penedos e ilhotas (Anaga, Salmor, Garachico).

## História
Antes da chegada dos aborígines, as ilhas Canárias foram habitadas por animais endêmicos, como alguns extintos; lagartos gigantes (Gallotia goliath), ratos gigantes (Canariomys bravoi e Canariomys tamarani) e tartarugas gigantes (Geochelone burchardi e Geochelone vulcanica), entre outros.
As ilhas Canárias são conhecidas desde a Antiguidade: existem relatos fidedignos e vestígios arqueológicos da presença cartaginesa na ilha. Foram descritas no período greco-romano a partir da obra de Juba II, rei da Numídia, que as mandou reconhecer e que, afirma-se, por nelas ter encontrado grande números de cães, deu-lhes o nome de "Canárias" ("ilhas dos cães"). São referidas por autores posteriores como "Ilhas Afortunadas".
Depois de um período de isolamento, resultado da crise e queda do Império Romano do Ocidente e das invasões dos povos bárbaros, as ilhas foram redescobertas e novamente visitadas com regularidade por embarcações europeias a partir de meados do século XIII.
Século XIII e XIV
A sua redescoberta é reivindicada por Portugal em período anterior a Agosto de 1336. A sua posse, entretanto, foi atribuída ao reino de Castela pelo Papa Clemente VI, o que suscitou um protesto diplomático de Afonso IV de Portugal, por carta de 12 de Fevereiro de 1345:
"Ao Santíssimo Padre e Senhor Clemente pela Divina Providência Sumo Pontífice da Sacrossanta e Universal Igreja, Afonso rei de Portugal e do Algarve, humilde e devoto filho Vosso, com a devida reverência e devotamento beijo os beatos pés. (...)
Respondendo pois à dita carta o que nos ocorreu, diremos reverentemente, por sua ordem, que os nossos naturais foram os primeiros que acharam as mencionadas Ilhas [Afortunadas].
E nós, atendendo a que as referidas ilhas estavam mais perto de nós do que qualquer outro Príncipe e a que por nós podiam mais comodamente subjugar-se, dirigimos para ali os olhos do nosso entendimento, e desejando pôr em execução o nosso intento mandámos lá as nossas gentes e algumas naus para explorar a qualidade daquela terra.
Abordando às ditas Ilhas se apoderaram, por força, de homens, animais e outras coisas e as trouxeram com muito prazer aos nossos reinos.
Porém, quando cuidávamos em mandar uma armada para conquistar as referidas Ilhas, com grande número de cavaleiros e peões, impediu o nosso propósito a guerra que se ateou primeiro entre nós e El-rei de Castela e depois entre nós e os reis Sarracenos. (...)"
Entretanto o Papa Clemente VI em 1344 cria o Principado de Fortuna, um feudo dependente da Santa Sé, que concede a Luís de la Cerda, Infante de Castela, cujo nome refere-se às Ilhas Canárias, identificadas com as Ilhas Afortunadas da Antiguidade Clássica. A única condição imposta pelo Papa foi a de que este nobre evangelizasse as Canárias, mas, como não obteve qualquer apoio económico ou militar tudo não passou de um projeto.
Século XV
Em 1402, iniciou-se a conquista destas ilhas com a expedição a Lançarote dos Normandos Jean de Bethencourt e Gadifer de la Salle, mas prestando vassalagem aos reis de Castela e com o apoio da Santa Sé. Devido à localização geográfica, à falta de interesse comercial e à resistência dos Guanches ao invasor, a conquista só foi concluída em 1496 quando os últimos Guanches em Tenerife se renderam.
A partir de 1402, Jean de Bettencourt lidera uma série de expedições, dominando várias ilhas, e reconhece desde logo a suserania de Henrique III de Castela. No entanto, a Guerra dos Cem Anos entre a França e a Inglaterra coloca-lhe dificuldades no abastecimento das ilhas e, por isso, em 1418 vende os seus direitos feudais ao Enrique de Guzmán, conde de Niebla.
Em 1424, o infante D. Henrique não aceitando a soberania espanhola sobre as ilhas manda D. Fernando de Castro à Grã-Canária à frente de um contingente de quase três mil homens, com o propósito de se apoderarem desta ilha, objecto de litígio entre Portugal e Castela, não conseguindo derrotar os nativos guanches devido a problemas logísticos.
Depois, será a Coroa castelhana que organiza várias expedições comerciais em busca de escravos, peles e tinta. Porém, em 1435, o Papa Eugênio IV emitiu a Bula Sicut Dudum, a qual ordenava a libertação dos escravos nativos dessas ilhas já convertidos ou que aceitassem ser baptizados.
Finalmente, no Tratado de Toledo (6 de março de 1480), Portugal abandona definitivamente qualquer pretensão sobre este arquipélago, depois de, no ano anterior, ter reconhecido a soberania castelhana das ilhas pelo Tratado de Alcáçovas (1479).
Século XVI e seguintes
A conquista das Canárias foi a antecedente da conquista do Novo Mundo, baseada na destruição quase completa da cultura indígena, rápida assimilação do cristianismo, miscigenação genética dos nativos e dos colonizadores.
Uma vez concluída a conquista das ilhas, estas passam a depender do reino de Castela, impondo-se um novo modelo económico baseado na monocultura (primeiro, a cana-de-açúcar e, posteriormente, o vinho, tendo grande importância o comércio com Inglaterra). Foi nesta época que se constituíram as primeiras instituições e órgãos de governo (cabildos e concelhos).
As Canárias converteram-se em ponto de escala nas rotas comerciais com a América e África (o porto de Santa Cruz de La Palma chegou a ser um dos pontos mais importantes do Império Espanhol), o que trouxe grande prosperidade a determinados sectores da sociedade, mas as crises da monocultura no século XVIII e a independência das colónias americanas no século XIX provocaram graves recessões.

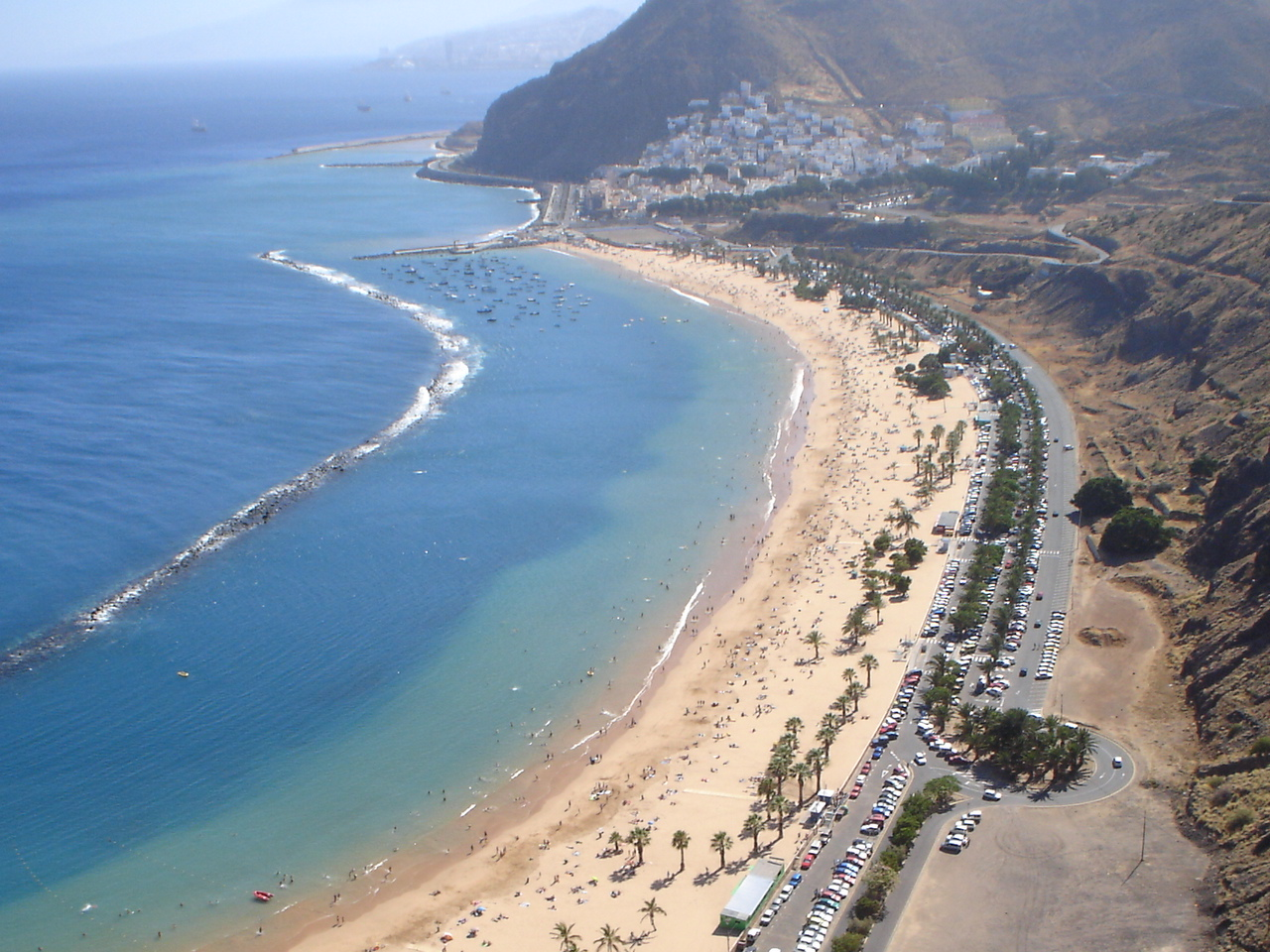
Playa de Las Teresitas, em Santa Cruz de Tenerife.

No século XIX e na primeira metade do século XX, a razão das crises económicas foi a emigração, cujo destino principal era o continente americano.
No início do século XX, foi introduzida, nas ilhas Canárias, pelos ingleses, uma nova monocultura: a banana, cuja exportação será controlada por companhias comerciais como a Fyffes.
A rivalidade entre as elites das cidades de Santa Cruz e Las Palmas pela condição de capital das ilhas fez com que, em 1927, se tomasse a decisão da divisão do arquipélago em províncias. Actualmente, a capital está dividida entre essas duas cidades.

### Povoamento das Canárias

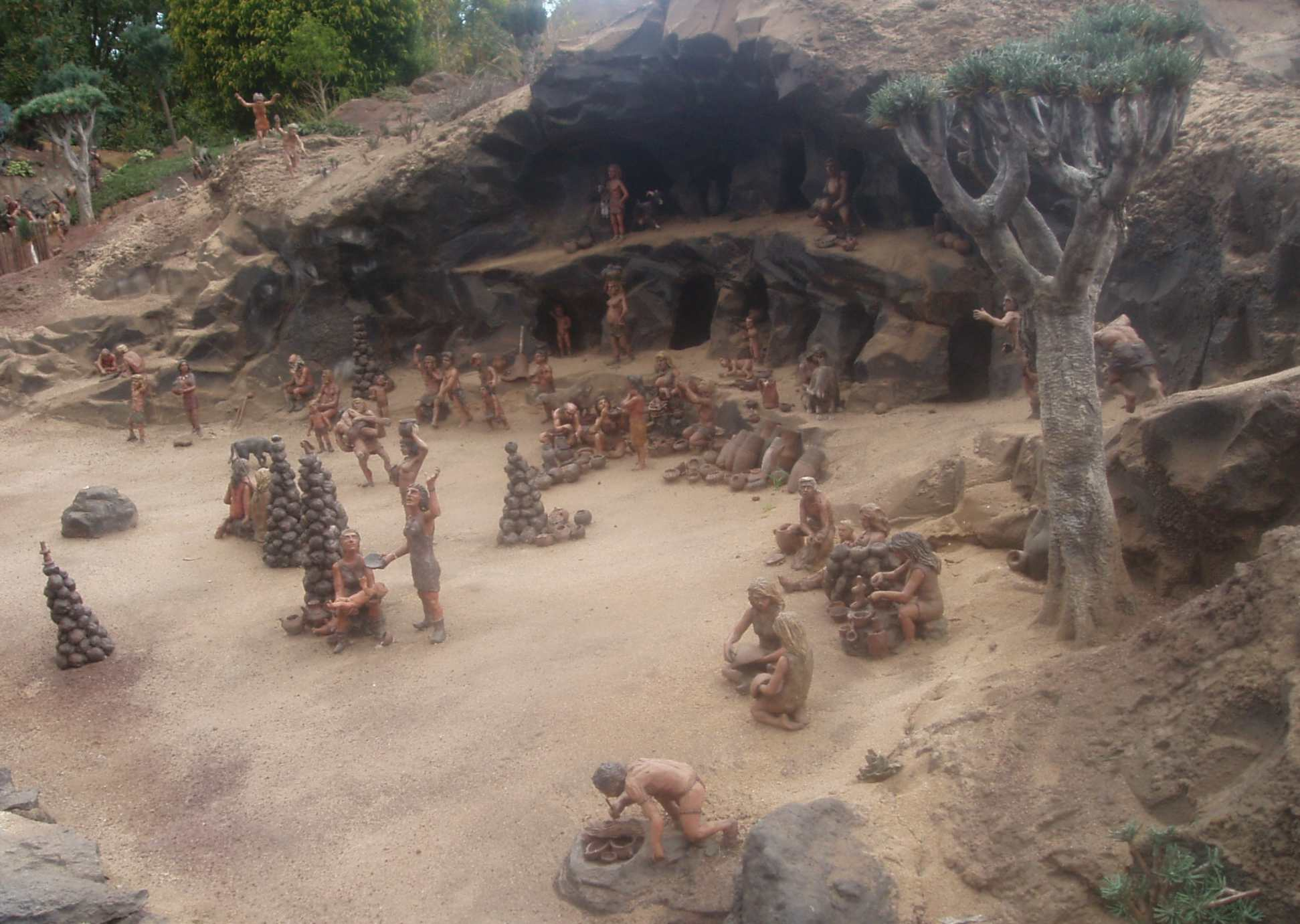
Representação de um povoado guanche, antes da colonização espanhola.

As Ilhas Canárias já eram povoadas pelos guanches, antes da chegada dos portugueses e espanhóis, no século XV. A conquista do arquipélago deu-se de forma violenta, pois os guanches resistiram e lutaram de forma impetuosa contra a ocupação espanhola. Uma vez dominados, os nativos foram escravizados em larga escala, para custear os gastos com as expedições militares. Em retaliação, os rebeldes, sobretudo os homens, foram massacrados e deportados das ilhas pelos espanhóis.
Por muito tempo, a origem dos guanches permaneceu um mistério. Porém, desde o início da colonização, já existia evidência de que eram originários das populações berberes do Norte da África, uma vez que as línguas e as tradições guanches se assemelhavam às dos seus vizinhos norte-africanos, antes do processo de islamização. Recentes pesquisas genéticas comprovam a origem berbere norte-africana dos nativos canários. A chegada desses berberes às Canárias ocorreu muito antes da islamização e da arabização do Norte da África, pois os guanches praticavam o animismo e o politeísmo, quando os espanhóis chegaram no século XV.

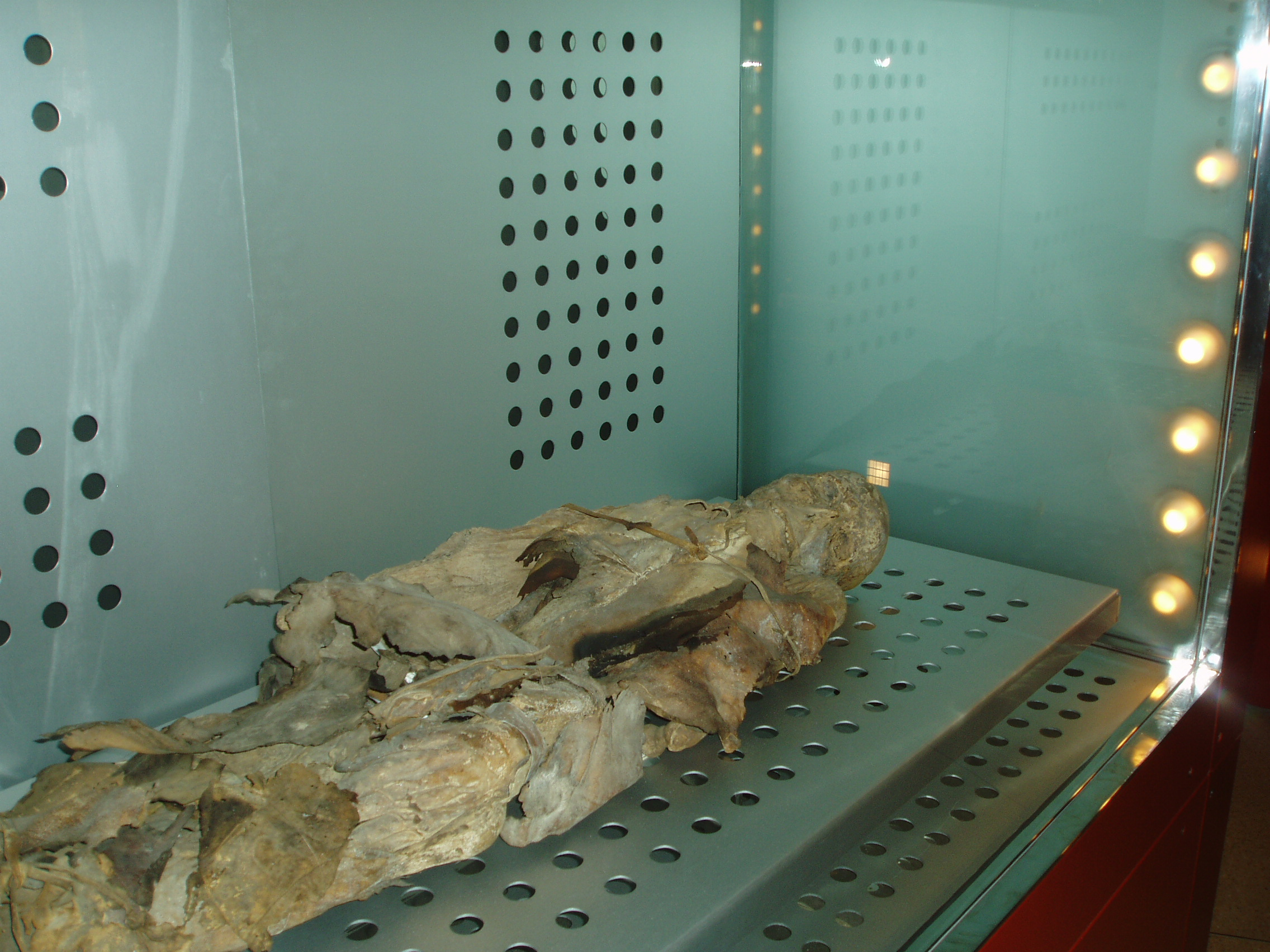
Múmia guanche de Tenerife (no Museo de la Naturaleza y el Hombre de Santa Cruz de Tenerife).

Todavia, continua a dúvida sobre de que maneira os guanches chegaram às ilhas, pois só poderia ter sido por via marítima, já que o arquipélago nunca foi conectado à África por via terrestre. Porém, quando os espanhóis chegaram às ilhas, os guanches não dominavam a técnica naval. Portanto, existem duas hipóteses: eles chegaram sozinhos por via marítima e depois esqueceram suas habilidades de navegação ou foram levados para as ilhas por algum outro povo que dominava a técnica naval.
Mesmo com a escravização e o massacre em massa da população nativa, principalmente masculina, pesquisas genéticas mostram que os atuais habitantes das Ilhas Canárias descendem, em parte, dos guanches. 41,8% das linhagens maternas dos canários atuais têm origem guanche; 55,4% ibérica e 2,8% africana subsaariana (resultado do tráfico de escravos negros durante a colonização). Por sua vez, no lado paterno, apenas 16,1% das linhagens são guanches e 83% são ibéricas e 0,9% africanas subsaarianas. Isso mostra que houve uma miscigenação preferencial entre homens europeus e mulheres nativas durante a formação da população canária.

## Economia
A economia é baseada no sector terciário (74,6%), principalmente turismo que tem proporcionado o desenvolvimento da construção civil, sendo a origem dos turistas: espanhóis (30%), alemães, britânicos, suecos, franceses, russos, austríacos, neerlandeses, portugueses e de outras nacionalidades europeias.
A indústria é escassa, basicamente agroalimentária, de tabaco e de refinação de Petróleo (A refinaria de petróleo de Tenerife é a maior de Espanha). Depois da ocupação do Saara Ocidental por Marrocos, as indústrias de conserva e de salga de pescado desapareceram.
Só está cultivado 10% do solo sendo a maioria de secano (cevada e trigo), e de regadio uma minoria (tomates, bananas e tabaco), orientados para o comércio com o resto da Espanha e da União Europeia. Também se iniciou a exportação de frutas tropicais (abacate e manga) e flores. A pecuária, principalmente a caprina e a bovina, tem sofrido um importante retrocesso nas últimas décadas.

### Estatísticas do turismo
Número de turistas que visitaram as Ilhas Canárias em 2016, por ilha de destino (em milhares):
- Tenerife - 4 885,9;
- Gran Canaria - 3 654,8;
- Lanzarote - 2 328,7;
- Fuerteventura - 1 914,1;
- La Palma - 221,5;
- La Gomera e El Hierro - 109,3.

## Religião

Basílica de Nossa Senhora da Candelária, padroeira das Ilhas Canárias.

Como ocorre no resto da Espanha, a sociedade da Ilhas Canárias é predominantemente cristã, principalmente católica. A religião católica tem sido, desde a conquista do arquipélago das Canárias, a religião da maioria da população. Nas Ilhas Canárias nasceram dois grandes santos católicos: Pedro de Betancur e José de Anchieta. Ambos nascidos na ilha de Tenerife, foram, respetivamente, missionários na Guatemala e no Brasil. Nossa Senhora da Candelária é a padroeira das Ilhas Canárias.
Contudo, o aumento dos fluxos migratórios (turismo, imigração, etc.) estão a aumentar o número de seguidores de outras religiões se reúnem nas ilhas, como muçulmanos, protestantes e praticantes do hinduísmo. Religiões minoritárias significativamente importantes nas Ilhas Canárias são religiões afro-americanas, Religião tradicional chinesa, budista, Judaísmo e da Fé Bahá'í. Também existe em uma forma de arquipélago nativo neo-paganismo, a Igreja do Povo Guanche.

## Festividades

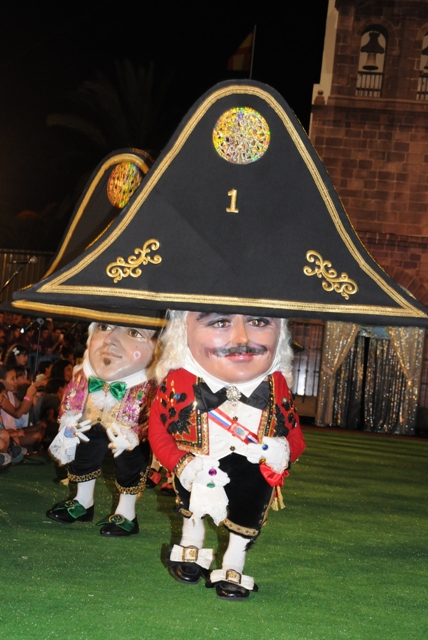
A Dança dos Anões é um dos mais importantes atos das Festas Lustrais da Bajada de Virgen de las Nieves em Santa Cruz de La Palma.

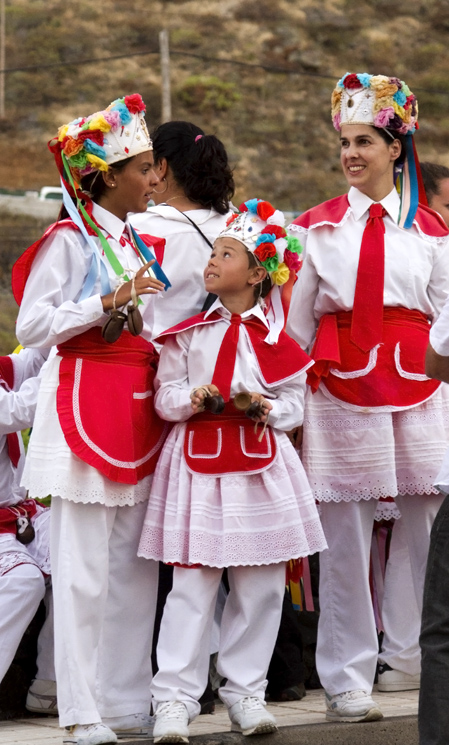
Dançarinos com traje típico, em El Hierro.

O dia oficial da Comunidade Autónoma é o Dia das Ilhas Canárias em 30 de maio. Este é o aniversário da primeira sessão do Parlamento das Ilhas Canárias, com sede em Santa Cruz de Tenerife, em 30 de maio de 1983.
O calendário comum de férias nas Ilhas Canárias é o seguinte:
- 1 de janeiro: Dia de Ano novo;
- 6 de janeiro: Dia da Epifania;
- Março ou abril: Quinta-feira santa, sexta-feira santa e domingo de Páscoa;
- 1 de maio: Dia do Trabalho;
- 30 de maio: Dia das Ilhas Canárias;
- 15 de agosto: Assunção da Virgem Maria. Este dia é um feriado no arquipélago como em toda a Espanha. Popularmente, nas Ilhas Canárias, é conhecido como o dia em que se celebra a Nossa Senhora da Candelária (Padroeira das Ilhas Canárias);[29][30]
- 12 de outubro: Dia Nacional da Espanha. Comemoração da descoberta da América;
- 1 de novembro: Dia de Todos os Santos;
- 6 de dezembro: Dia da Constituição Espanhola;
- 8 de dezembro: Imaculada Conceição (Padroeira da Espanha);
- 25 de dezembro: Natal.

Além disso, cada uma das ilhas tem suas próprias férias. Estas são as festividades dos santos patronos das ilhas de cada ilha:
- 2 de fevereiro: em Tenerife. Nossa Senhora da Candelária;
- 5 de agosto: em La Palma. Nossa Senhora das Neves;
- 8 de setembro: em Gran Canaria. Nossa Senhora do Pinho;
- 15 de setembro: em Lanzarote. Nossa Senhora das Dores;
- Terceiro sábado de setembro: em Fuerteventura. Nossa Senhora da la Peña;
- 24 de setembro: em El Hierro. Nossa Senhora dos Reis;
- Segunda-feira seguinte ao primeiro sábado de outubro: em La Gomera. Nossa Senhora de Guadalupe.

As festividades mais famosas e internacionais do arquipélago são o carnaval. O carnaval é comemorado em todas as ilhas e todos os seus municípios, mas os dois mais freqüentados são os das duas capitais das Ilhas Canárias; o Carnaval de Santa Cruz de Tenerife e o Carnaval de Las Palmas de Gran Canaria.